# Christopher Guest

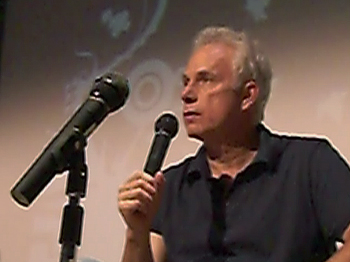
Christopher Guest, 2008

Christopher Haden-Guest, 5. Baron Haden-Guest (* 5. Februar 1948 in New York City, New York, USA), allgemein bekannt als Christopher Guest, ist ein britisch-amerikanischer Schauspieler, Autor, Regisseur, Komponist und Musiker.

## Leben
Guest wurde in New York als Sohn des britischen UN-Diplomaten Peter Haden-Guest, 4. Baron Haden-Guest, und dessen zweiter Frau Jean Pauline Hindes, einer früheren Vizepräsidentin von CBS, geboren. Sein Großvater war der Politiker Leslie Haden-Guest, 1. Baron Haden-Guest.
Christopher Guest wurde insbesondere durch seine Mockumentaries berühmt, fiktionale, parodistische Dokumentarfilme. Guests Mockumentaries entstehen ohne festes Drehbuch, sondern nur mit einem Handlungsleitfaden und Improvisationen der Schauspieler. Der wohl bekannteste Film dieser Art ist This Is Spinal Tap, der 1984 unter der Regie von Rob Reiner entstand. Guest entwickelte die Geschichte um eine britische Heavy-Metal-Band, die ein Comeback in den USA versucht, gemeinsam mit seinen Co-Stars des Films Michael McKean, Harry Shearer und Rob Reiner. Außerdem schrieben sie die Titel der imaginären Band. Guest verkörperte in dem Film wie auch bei späteren realen Live-Auftritten von Spinal Tap den Lead-Gitarristen Nigel Tufnel.
Im gleichen Stil entstanden bislang drei weitere Filme, die Guest jeweils mit Eugene Levy entwickelte. 1996 kam Wenn Guffman kommt in die Kinos, der das Casting in einer Kleinstadt für ein Musical zum Thema hat. 2000 folgte der Film Best in Show über Hundeausstellungen, 2003 dann A Mighty Wind über ein Revival-Konzert fiktiver Folk-Stars der 1960er Jahre. In allen drei Filmen führte Guest Regie und spielte eine der Hauptrollen, für A Mighty Wind schrieb Guest zusammen mit Eugene Levy, Michael McKean und Harry Shearer auch die Musik für den Film. Der Titelsong wurde 2004 mit dem Grammy ausgezeichnet.
Im Jahr 2006 folgte der Film For Your Consideration, der von dem dokumentarischen Stil der vorangegangenen Filme Abstand nahm, aber vom gleichen Ensemble bestritten wurde. Der Film dreht sich um die Gerüchteküche in Hollywood und wie die Aussicht auf einen Oscar die Leben der Beteiligten des Films Home for Purim verändert.
1984 bis 1985 gehörte Guest zum festen Ensemble der NBC-Show Saturday Night Live.

### Persönliches
Nach dem Tode seines Vaters im Jahr 1996 erbte er den Titel Baron Haden-Guest, of Saling in the County of Essex. Bis zum Inkrafttreten des House of Lords Act 1999 war mit dem Titel ein Sitz im House of Lords verbunden. Sein älterer Halbbruder Anthony konnte den Titel nicht erben, weil er vor der Eheschließung seiner Eltern geboren wurde.
Guest ist seit 1984 mit der Schauspielerin Jamie Lee Curtis verheiratet. Das Paar hat zwei adoptierte Kinder. Durch die Adoption können die Kinder zwar die mit dem Adelstitel ihres Adoptivvaters verbundenen Anreden führen, sind jedoch nicht erbberechtigt. Voraussichtlicher Titelerbe (Heir Presumptive) ist daher sein jüngerer Bruder, der Schauspieler Nicholas Guest.

## Filmografie (Auswahl)
R = Regie, B = Drehbuch, D = Darsteller, M = Musik
- 1971: Hospital (The Hospital) – Regie: Arthur Hiller – (D)
- 1975: Ein Mann sieht rot (Death Wish) – Regie: Michael Winner – (D)
- 1978: Girlfriends – Regie: Claudia Weill – (D)
- 1980: Long Riders (The Long Riders) – Regie: Walter Hill – (D)
- 1981: Herzquietschen (Heartbeeps) – Regie: Allan Arkush – (D)
- 1982: Ein Team wie ’ne Million (Million Dollar Infield) – Regie: Hal Cooper – (D)
- 1984: This Is Spinal Tap – Regie: Rob Reiner – (D, B, M)
- 1986: Der kleine Horrorladen (Little Shop of Horrors) – Regie Frank Oz – (D)
- 1987: Die Braut des Prinzen (The Princess Bride) – Regie: Rob Reiner – (D)
- 1987: 900.000 $ zuviel (Sticky Fingers) – Regie: Catlin Adams – (D)
- 1987: Therapie zwecklos (Beyond Therapy) – Regie: Robert Altman – (D)
- 1989: The Big Picture – (R, B)
- 1992: Eine Frage der Ehre (A Few Good Men) – Regie: Rob Reiner – (D)
- 1993: Angriff der 20-Meter-Frau (Attack of the 50 Foot Woman) – (R)
- 1996: Wenn Guffman kommt (Waiting for Guffman) – (R, B, D)
- 1998: Fast Helden (Almost Heroes) – (R)
- 1998: Small Soldiers (Stimme von Slamfist/Scratch-It)
- 2000: Best in Show – (R, B, D)
- 2003: A Mighty Wind – (R, B, D, M)
- 2005: Lady Henderson präsentiert (Mrs. Henderson Presents) – Regie: Stephen Frears – (D)
- 2006: For Your Consideration – (R, B, D)
- 2009: Lügen macht erfinderisch – (D)
- 2009: Nachts im Museum 2 (Night at the Museum: Battle of the Smithsonian) – (D)
- 2016: Mascots – (R, B)